# 東大通 (新潟市)
東大通（ひがしおおどおり）は、新潟県新潟市中央区の町字。現行行政地名は東大通一丁目及び東大通二丁目。住居表示実施済み区域。郵便番号は950-0087。

## 概要
1960年（昭和35年）の住居表示施行に伴って付与された町名。1971年（昭和46年）に万代町が表示区域に編入され、万代町は廃止となった。町名は、新潟駅から萬代橋通りに通じる東大通（新潟県道33号新潟停車場線及び国道7号等の区間）が経由していることに因んだもので、一丁目と二丁目から成る。

### 隣接している町字
北から東回り順に、以下の町字と隣接する。
- 万代
- 弁天
- 花園
- 明石
- 東万代町

## 世帯数と人口
2018年（平成30年）1月31日現在の世帯数と人口は以下の通りである。
| 丁目         | 世帯数  | 人口  |
| ------------ | ------- | ----- |
| 東大通一丁目 | 68世帯  | 82人  |
| 東大通二丁目 | 318世帯 | 416人 |
| 計           | 386世帯 | 498人 |

## 小・中学校の学区
市立小・中学校に通う場合、学区は以下の通りとなる。
| 丁目         | 番地    | 小学校                 | 中学校             |
| ------------ | ------- | ---------------------- | ------------------ |
| 東大通一丁目 | 1〜2番  | 新潟市立南万代小学校   | 新潟市立宮浦中学校 |
| 東大通一丁目 | 3～11番 | 新潟市立万代長嶺小学校 | 新潟市立宮浦中学校 |
| 東大通二丁目 | 4～11番 | 新潟市立万代長嶺小学校 | 新潟市立宮浦中学校 |
| 東大通二丁目 | 1～3番  | 新潟市立南万代小学校   | 新潟市立宮浦中学校 |

## 地域

### 一丁目
- マルタケビル
- INPEX新潟ビルディング
  - INPEX東日本鉱業所本部
- 明治安田生命新潟駅前ビル
- 三井生命新潟ビル
  - 三井住友銀行 新潟支店新潟駅前出張所（ATMのみ）

新潟支店は中央区西堀通六番町・グランドメゾン西堀通タワー1階
- 第五マルカビル（旧 三越・ブラザー共同ビル）
- 第3マルカビル
- 北越第一ビル
  - 阪急交通社新潟支店
- 北陸ビル
  - 敦井美術館
- アニメ・コミック館
  - アニメイト 新潟店
  - メロンブックス 新潟店
  - らしんばん 新潟店
- 萬代医療福祉ビル
- ホテルサンルート新潟

### 二丁目
- KDX新潟ビル
- 東大通野村ビル
- 新潟中央郵便局（郵便事業新潟支店、ゆうちょ銀行新潟店併設）
- 新潟ダイハツ
- 日本生命新潟ビル
- 新潟パナソニックビル
- ホテルリッチ新潟
- ジブラルタ生命新潟ビル
- だいし海上ビル
  - 第四北越銀行 新潟駅前支店
- 自遊空間新潟駅前店

## 歴史
- 1960年（昭和35年） : 流作場から分立。
- 2007年（平成19年）4月1日 : 新潟市の政令指定都市移行により、中央区の町丁となる。

## 交通
- 新潟県道33号新潟停車場線・国道7号（東大通・萬代橋通り）
- 国道7号（明石通）